# 222
Зміна імператорів у Римській імперії. У Китаї триває період трьох держав, найбільшою державою на території Індії є Кушанська імперія, у Персії доживає останні роки Парфянське царство.
На території лісостепової України Черняхівська культура. У Північному Причорномор'ї готи й сармати.

## Події
- 11 березня преторіанська гвардія убила імператора Геліогабала та його мати. Тіла протягнули вулицями й викинули в Тибр.
- Римським імператором стає 14-річний Александр Север, останній з династії Северів. Від імені малолітнього імператора правління здійснюють його мати та Доміцій Ульпіан з радою із 16 сенаторів.
- Вміст срібла в денарії падає до 35 %.
- Утворилася держава Східна У. Лю Бей здійснює похід проти неї, але Сунь Цюань зумів знищити його військовий табір.
- Папою Римським стає Урбан I.

## Померли
- Імператор Елагабал.
- Калікст I, папа римський.